# Gheorghi Cicerin
Gheorghi Vasilievich Cicerin (12/24 noiembrie 1872 – 7 iulie 1936) a fost un revoluționar marxist și politician sovietic. El a ocupat funcția de ministru de externe (Comisar al poporului) al Rusiei Bolșevice și Uniunii Sovietice în perioada  1918 – 1930.

## Copilăria și începutul carierei
Gheorghi Cicerin s-a născut într-o familie aristocratică, înrudită cu cea a lui Alexandr Pușkin. Tatăl lui, Vasili N. Cicerin, a fost un diplomat în serviciul Imperiului Rus. Tânărul Gheorghi a fost fascinat de istoria și muzica clasică europeană, în mod special  de Richard Wagner (și prin acesta, în mod indirect de Friedrich Nietzsche). Cicerin avea să rămână interesat de muzică și istorie de-a lungul întregii sale vieți. El a reușit să învețe mai multe limbi europene, precum și asiatice.. După ce a absolvit Universitatea din Sankt Petersburg cu specializări în istorie și filologie, Cicerin a început să lucreze la arhivele Ministerului Rus al Afacerilor Externe ( 1897 – 1903).
În 1904, Gheorghi a moștenit proprietățile din regiunea Tambov ale unchiului să, Boris Cicerin, ceea ce l-a transformat peste noapte într-un om foarte bogat. Tânărul Cicerin și-a folosit uriașa avere pentru sprijinirea mișcării revoluționare, pentru pregătirea Revoluției din 1905. Datorită implicării în mișcarea revoluționară, a fost obligat să fugă din țară. În următorii 13 ani, Gheorghi a trăit în exil în Europa Occidentală, în orașe precum Londra, Paris sau Berlin. În timpul exilului s-a alăturat facțiunii menșevicilor din cadrul Partidului Social-Democrat al Muncii. În perioada în care a locuit în Berlin, Cicerin a urmat un tratament medical, sperând că își poate vindeca homosexualitatea .
Odată cu izbucnirea luptelor primei conflagrații mondiale, Cicerin a adoptat o poziție antirăzboinică, care l-a apropiat de Lenin și bolșevici. În 1917, a fost arestat de autoritățile britanice pentru propaganda antirăzboinică și a petrecut câteva luni în închisoarea Brixton. În acest timp, bolșevicii au cucerit puterea la Sankt Petersburg după Revoluția din Octombrie 1917 și primul Comisar al poporului pentru afacerile externe, Lev Troțki, a negociat eliberarea și reîntoarcerea în patrie în siguranță a lui Cicerin în schimbul mai multor cetățeni britanici aflați în Rusia, printre care și ambasadorul George Buchanan. În momentul în care s-a repatriat, Cicerin era deja un om bolnav și supraponderal.

## Activitatea în guvernul bolșevic
După reîntoarcerea în Rusia la începutul anului 1918, Cicerin a aderat oficial la partidul bolșevicilor și a devenit adjunctul lui Troțki în timpul negocierilor de pace care au dus la semnarea tratatului de la Brest-Litovsk. După semnarea tratatului în februarie 1918, Trițki a motivat diferențele de abordare politică și a demisionat din funcția de ministru de externe, iar Cicerin a asigurat interimatul până pe 30 mai, când a fost numit în funcția de comisar al poporului. Pe 2 martie 1919, Cicerin a fost unul dintre cei 5 președinți ai congresului Cominternului.
Cicerin a fost favorabil unei politici progermane și antibritanice. În iulie 1918, funcția de ambasador al Germaniei a fost ocupată de unul dintre prietenii lui Cicerin, contele Brockdorff-Rantzau, care îl înlocuia pe contele Wilhelm Mirbach, ucis în timpul revoltei eserilor de stânga .
Cicerin a participat în 1922 la Conferința de la Genova și a semnat tratul de la Rapallo cu Germania. Semnarea acestui tratat, care ar fi facilitat Rusiei obținerea cu mai mare ușurință a împrumuturilor externe,  a fost considerat foarte important de către Cicerin, care s-a străduit mult să obțină susținerea lui Lenin. Cicerin a urmărit o politică de colaborare cu Germania, reușind să clădească o relație cordială cu Ulrich von Brockdorff-Rantzau, ministrul de externe și mai apoi ambasadorul german în Rusia. Tot în această perioadă, Cicerin a negociat cu nunțiul apostolic Eugenio Pacelli (viitorul Papă  Pius al XII-lea) statutul bisericii catolice în noul stat sovietic. 
În ciuda marii și recunoscutei capacități de muncă, Cicerin a fost nevoit să-și limiteze tot mai mult activitatea din cauza bolii, ceea ce a dus în cele din urmă la înlocuirea lui din fruntea Comisariatului în 1930 cu adjunctul său, Maxim Litvinov. După moartea sa, numele lui Cicerin a fost practic șters din istoria Partidului Comunist. 